# Pecan Acres
Pecan Acres é uma Região censo-designada localizada no estado norte-americano do Texas, no Condado de Tarrant e Condado de Wise.

## Demografia
Segundo o censo norte-americano de 2000, a sua população era de 2289 habitantes.

## Geografia
De acordo com o United States Census Bureau tem uma área de 55,1 km², dos quais 50,3 km² cobertos por terra e 4,8 km² cobertos por água.

## Localidades na vizinhança
O diagrama seguinte representa as localidades num raio de 12 km ao redor de Pecan Acres.